# هنري بي فليتشير
هنري بي فليتشير (بالإنجليزية: Henry P. Fletcher)‏ هو دبلوماسي ومحامي أمريكي، ولد في 10 أبريل 1873 في غرينكاستل في الولايات المتحدة، وتوفي في 10 يوليو 1959 في نيوبورت في الولايات المتحدة.